# Jules Lowie
Jules Lowie (Nokere, 6 oktober 1913 - Deinze, 2 augustus 1960) was een Belgische wielrenner.
Jules begon zijn carrière 1935 en beëindigde deze in 1947. In zijn profcarrière zou hij 15 wedstrijden gewonnen hebben waaronder Parijs-Nice en de 2de etappe in Parijs-Saint-Étienne in 1938 en de 3de etappe van de omloop van België in 1943.
Hij begon zijn carrière bij Genial–Lucifer maar reed vanaf 1940 tot 1947 bij Mercier–Hutchinson. 
In 1935 was Jules Lowie 3de in het bergklassement van de ronde van Frankrijk en eindigde 5de in de algemene stand. 
Hij overleed op 46-jarige leeftijd.

## Resultaten in voornaamste wedstrijden
| Jaar | Ronde van Italië | Ronde van Frankrijk | Ronde van Spanje |
| ---- | ---------------- | ------------------- | ---------------- |
| 1935 |                  | 5e                  |                  |
| 1937 |                  | opgave              |                  |
| 1938 |                  | 7e                  |                  |
| 1939 |                  | opgave              |                  |
| 1941 |                  |                     |                  |
| 1942 |                  |                     |                  |
| 1943 |                  |                     |                  |
| 1944 |                  |                     |                  |
| 1945 |                  |                     |                  |
| 1946 |                  |                     |                  |

| Jaar | Gent-Wevelgem | Ronde van Vlaanderen | Parijs-Roubaix | Luik-Bast.‑Luik | Parijs-Brussel | Waalse Pijl |
| ---- | ------------- | -------------------- | -------------- | --------------- | -------------- | ----------- |
| 1935 |               | 7e                   | 54e            |                 | 24e            |             |
| 1937 |               |                      |                |                 | Brons          |             |
| 1938 |               |                      |                |                 | 14e            |             |
| 1939 |               |                      |                | 25e             | 31e            |             |
| 1941 |               | 7e                   |                |                 |                |             |
| 1942 |               | 5e                   |                |                 |                |             |
| 1943 |               |                      | ↑              |                 |                | 8e          |
| 1944 |               | 26e                  |                |                 |                | 4e          |
| 1945 | 7e            |                      |                |                 |                | 10e         |
| 1946 |               |                      |                |                 | 5e             |             |